# Finnstigen
Finnstigen är ett friluftsmuseum i Bredsjö i Hällefors kommun. Museet visar skogsfinnarnas historia i området.